# European Skeptics Podcast
European Skeptics Podcast (TheESP) je týdenní podcast moderován třemi skeptiky zastupujícími několik skeptických organizací v Evropě. Je to Gábor András Pintér z Maďarska, Jelena Levin z Lotyšska a Pontus Böckman ze Švédska. Hlavním cílem podcastu je „podpora akcí na evropské úrovni v rámci skeptického hnutí“.
Vytvoření podcastu bylo navrženo na zasedání rady Evropské Rady Skeptických Organizací (European Council of Skeptical Organisations, ECSO) v průběhu 16. European Skeptics Congress v Londýně v září 2015. V září 2017 byli dva moderátoři ESP (András G. Pintér a Pontus Böckman) zvoleni do představenstva ECSO.
Po vzniku byl ESP prezentován v několika podcastech (např. Skeptoid a Token Skeptik podcast) a na webu CSI.
V roce 2017 European Skeptics Podcast během konference QED v Manchesteru, UK získal cenu časopisu The Skeptic „Ockham's Award“ v kategorii podcast.

## Moderátoři
Gábor András Pintér

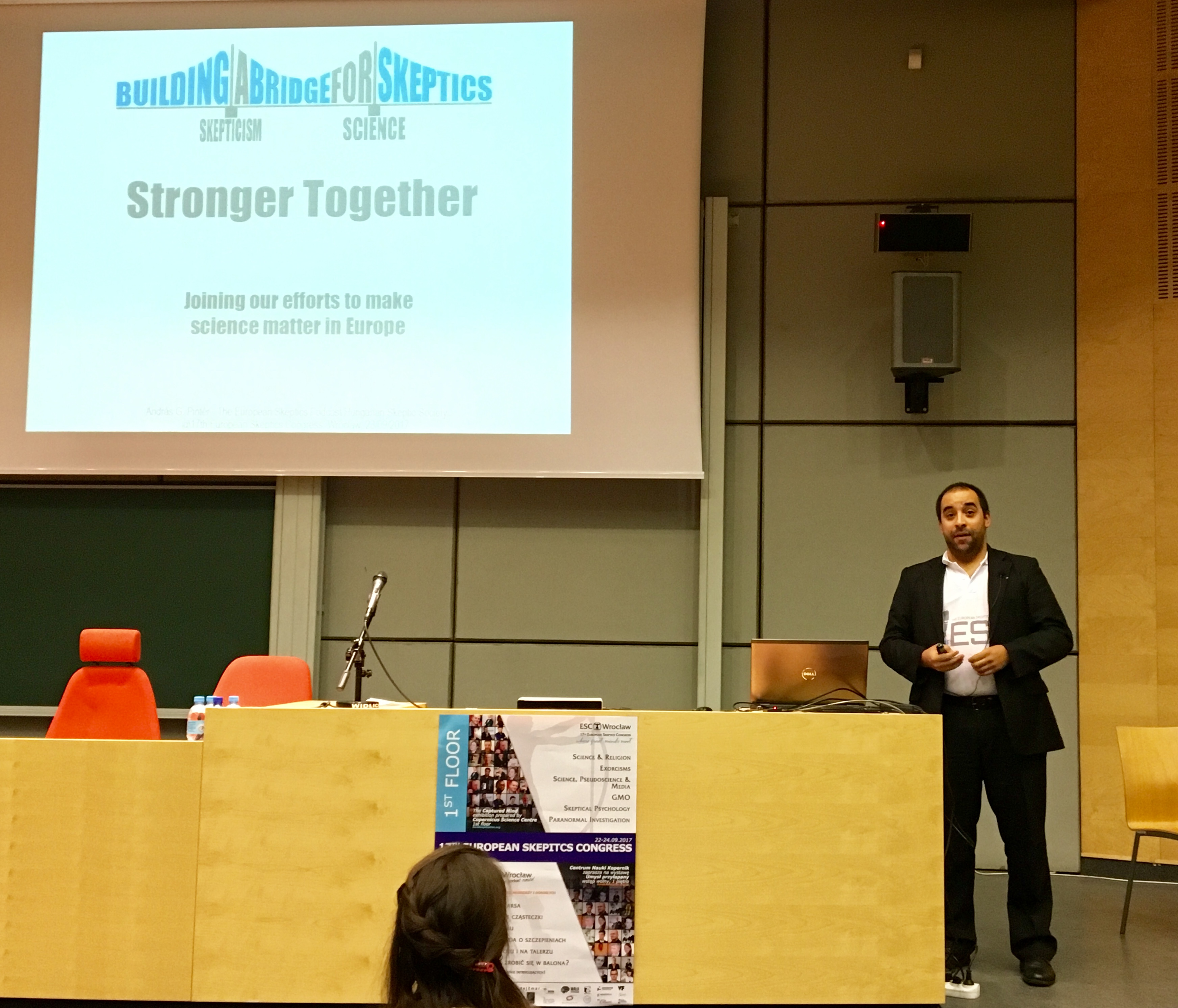
Gábor András Pintér na 17. European Skeptics Congress ve Vratislavi

je zakladatelem podcastu. Je původním členem a viceprezidentem Hungarian Skeptic Society. V roce 1999 obdržel James Randi Skeptic Award časopisu Természet Világa. V roce 2014 se stal jedním z prvních členů projektu Susan Gerbicové Guerrilla Skepticism on Wikipedia. V roce 2017 byl zvolen přidruženým členem představenstva ECSO.
 V současné době žije v Brightonu, UK.
Jelena Levin

Je také aktivní členkou Guerrilla Skepticism on Wikipedia.

Vyrůstala v Rize, v Lotyšsku, aktuálně žije ve Velké Británii.
Pontus Böckman

je viceprezident Švédské skeptické společnosti „Föreningen Vetenskap och Folkbildning“. V roce 2017 byl zvolen za člena představenstva ECSO.
 Žije v Malmö ve Švédsku.

## Segmenty
Podcast je rozdělen do několika opakujících se segmentů, jako „This Week in Skepticism“, „Skeptical News“ (zprávy o skepticismu, zejména z Evropy), „Really Wrong“, „Really Right“, „Poke the Pope“ a „Quote“, a rozhovoru s osobou "zastupující organizaci nebo projekt z některé Evropské země nebo s přesahem přes hranice Evropy." Sekce „Events in Europe“ o událostech a akcích evropských skeptických organizací byla přesunuta do kalendáře webových stránek podcastu.

## Epizody
| Číslo | Název                                                                                             | Datum vydání | Link |
| ----- | ------------------------------------------------------------------------------------------------- | ------------ | ---- |
| 1     | "Epizoda #001, feat. Gábor Hraskó"                                                                | 2015-11-18   | 001  |
| 2     | "Epizoda #002, feat. Catherine de Jong"                                                           | 2015-12-02   | 002  |
| 3     | "Epizoda #003, feat. Michael Marshall"                                                            | 2015-12-16   | 003  |
| 4     | "Epizoda #004, feat. Kirill Alferov"                                                              | 2015-12-30   | 004  |
| 5     | "Epizoda #005, feat. Diana Barbosa"                                                               | 2016-01-13   | 005  |
| 6     | "Epizoda #006, feat. Michael Heap"                                                                | 2016-01-20   | 006  |
| 7     | "Epizoda #007"                                                                                    | 2016-01-27   | 007  |
| 8     | "Epizoda #008, feat. Jay Novella"                                                                 | 2016-02-03   | 008  |
| 9     | "Epizoda #009, feat. Leon Korteweg"                                                               | 2016-02-10   | 009  |
| 10    | "Epizoda #010, feat. Prof. Edzard Ernst"                                                          | 2016-02-17   | 010  |
| 11    | "Epizoda #011, feat. Raffaella Vitali"                                                            | 2016-02-24   | 011  |
| 12    | "Epizoda #012, feat. Andrew Copson"                                                               | 2016-03-02   | 012  |
| 13    | "Epizoda #013, feat. Vassilena Valchanova & Liubomir Baburov"                                     | 2016-03-09   | 013  |
| 14    | "Epizoda #014, feat. Prof Willem Betz"                                                            | 2016-03-16   | 014  |
| 15    | "Epizoda #015, feat. Antonia de Oñate"                                                            | 2016-03-23   | 015  |
| 16    | "Epizoda #016, feat. James “The Amaz!ng” Randi"                                                   | 2016-03-30   | 016  |
| 17    | "Epizoda #017, feat. Marko Kovic"                                                                 | 2016-04-06   | 017  |
| 18    | "Epizoda #018, feat. Massimo Polidoro"                                                            | 2016-04-14   | 018  |
| 19    | "Epizoda #019, feat. Dr Julia Offe"                                                               | 2016-04-21   | 019  |
| 20    | "Epizoda #020, feat. Chris Peters from Sense About Science"                                       | 2016-04-28   | 020  |
| 21    | "Epizoda #021, feat. Marit M. Simonsen"                                                           | 2016-05-05   | 021  |
| 22    | "Epizoda #022, feat. Sanal Edamaruku"                                                             | 2016-05-13   | 022  |
| 23    | "Epizoda #023"                                                                                    | 2016-05-21   | 023  |
| 24    | "Epizoda #024, feat. Amardeo Sarma"                                                               | 2016-05-28   | 024  |
| 25    | "Epizoda #025"                                                                                    | 2016-06-04   | 025  |
| 26    | "Epizoda #026, feat. Susan Gerbic"                                                                | 2016-06-10   | 026  |
| 27    | "Epizoda #027"                                                                                    | 2016-06-21   | 027  |
| 28    | "Epizoda #028, feat. Claire Klingenberg"                                                          | 2016-06-25   | 028  |
| 29    | "Epizoda #029"                                                                                    | 2016-07-02   | 029  |
| 30    | "Epizoda #030, feat. Linda Strand Lundberg"                                                       | 2016-07-09   | 030  |
| 31    | "Epizoda #031"                                                                                    | 2016-07-16   | 031  |
| 32    | "Epizoda #032, feat. Brian Eggo"                                                                  | 2016-07-23   | 032  |
| 33    | "Epizoda #033, feat. Penny Lane"                                                                  | 2016-07-30   | 033  |
| 34    | "Epizoda #034, feat. Deborah Hyde"                                                                | 2016-08-06   | 034  |
| 35    | "Epizoda #035"                                                                                    | 2016-08-13   | 035  |
| 36    | "Epizoda #036, feat. Fiona O’Leary"                                                               | 2016-08-20   | 036  |
| 37    | "Epizoda #037"                                                                                    | 2016-08-27   | 037  |
| 38    | "Epizoda #038, feat. Ovidiu Covaciu"                                                              | 2016-09-04   | 038  |
| 39    | "Epizoda #039"                                                                                    | 2016-09-10   | 039  |
| 40    | "Epizoda #040, feat. Isil Arican"                                                                 | 2016-09-18   | 040  |
| 41    | "Epizoda #041"                                                                                    | 2016-09-26   | 041  |
| 42    | "Epizoda #042, feat. Natalie Grams"                                                               | 2016-10-03   | 042  |
| 43    | "Epizoda #042+1"                                                                                  | 2016-10-10   | 043  |
| 44    | "Epizoda #044, feat. Claus Larsen"                                                                | 2016-10-17   | 044  |
| 45    | "Epizoda 045 – QED special"                                                                       | 2016-10-23   | 045  |
| 46    | "Epizoda #046, feat. Simon Singh"                                                                 | 2016-10-31   | 046  |
| 47    | "Epizoda #047, feat. Edinburgh Skeptics & QED"                                                    | 2016-11-08   | 047  |
| 48    | "Epizoda #048, feat. Prof. Chris French"                                                          | 2016-11-14   | 048  |
| 49    | "Epizoda #049"                                                                                    | 2016-11-21   | 049  |
| 50    | "Epizoda #050, feat. Britt Hermes"                                                                | 2016-11-29   | 050  |
| 51    | "Epizoda #051"                                                                                    | 2016-12-06   | 051  |
| 52    | "Epizoda #052"                                                                                    | 2016-12-12   | 052  |
| 53    | "Epizoda #053"                                                                                    | 2016-12-19   | 053  |
| 54    | "Epizoda #054 – Christmas"                                                                        | 2016-12-27   | 054  |
| 55    | "Epizoda #055"                                                                                    | 2017-01-01   | 055  |
| 56    | "Epizoda #056, feat. Richard Saunders"                                                            | 2017-01-09   | 056  |
| 57    | "Epizoda #057"                                                                                    | 2017-01-15   | 057  |
| 58    | "Epizoda #058, feat. Michael Motskin (Pint of Science)"                                           | 2017-01-22   | 058  |
| 59    | "Epizoda #059"                                                                                    | 2017-01-30   | 059  |
| 60    | "Epizoda #060, feat. Tomasz Witkowski"                                                            | 2017-02-07   | 060  |
| 61    | "Epizoda #061"                                                                                    | 2017-02-14   | 061  |
| 62    | "Epizoda #062, feat. Michael Marshall and Fiona O’Leary"                                          | 2017-02-22   | 062  |
| 63    | "Epizoda #063"                                                                                    | 2017-03-01   | 063  |
| 64    | "Epizoda #064, feat. Florent Martin"                                                              | 2017-03-08   | 064  |
| 65    | "Epizoda #065"                                                                                    | 2017-03-15   | 065  |
| 66    | "Epizoda #066, feat. Hayley Stevens"                                                              | 2017-03-22   | 066  |
| 67    | "Epizoda #067"                                                                                    | 2017-03-29   | 067  |
| 68    | "Epizoda #068, feat. Sofie Vanthournout"                                                          | 2017-04-05   | 068  |
| 69    | "Epizoda #069"                                                                                    | 2017-04-13   | 069  |
| 70    | "Epizoda #070, feat. Bethania Palma from Snopes.com"                                              | 2017-04-21   | 070  |
| 71    | "Epizoda #071"                                                                                    | 2017-04-29   | 071  |
| 72    | "Epizoda #072, feat. Alan Henness"                                                                | 2017-05-06   | 072  |
| 73    | "Epizoda #073"                                                                                    | 2017-05-14   | 073  |
| 74    | "Epizoda #074, feat. Teddy Winroth"                                                               | 2017-05-19   | 074  |
| 75    | "Epizoda #075"                                                                                    | 2017-05-27   | 075  |
| 76    | "Epizoda #076, feat. Susan Gerbic"                                                                | 2017-06-04   | 076  |
| 77    | "Epizoda #077"                                                                                    | 2017-06-11   | 077  |
| 78    | "Epizoda #78, feat. Luigi Garlaschelli"                                                           | 2017-06-19   | 078  |
| 79    | "Epizoda #079"                                                                                    | 2017-06-25   | 079  |
| 80    | "Epizoda #080, feat. Diego Fontanive"                                                             | 2017-07-04   | 080  |
| 81    | "Epizoda #081"                                                                                    | 2017-07-11   | 081  |
| 82    | "Epizoda #082"                                                                                    | 2017-07-18   | 082  |
| 83    | "Epizoda #083"                                                                                    | 2017-07-26   | 083  |
| 84    | "Epizoda #084, feat. Holm Gero Hümmler"                                                           | 2017-07-31   | 084  |
| 85    | "Epizoda #085, feat. Leo Igwe"                                                                    | 2017-08-06   | 085  |
| 86    | "Epizoda #086, feat. Konrad Talmont-Kaminski"                                                     | 2017-08-15   | 086  |
| 87    | "Epizoda #087"                                                                                    | 2017-08-24   | 087  |
| 88    | "Epizoda #088, feat. Dr Susan Blackmore"                                                          | 2017-08-30   | 088  |
| 89    | "Epizoda #089"                                                                                    | 2017-09-04   | 089  |
| 90    | "Epizoda #090 – feat. Claire Klingenberg"                                                         | 2017-09-11   | 090  |
| 91    | "Epizoda #091"                                                                                    | 2017-09-19   | 091  |
| 92    | "Epizoda #092"                                                                                    | 2017-09-27   | 092  |
| 93    | "Epizoda #093"                                                                                    | 2017-10-07   | 093  |
| 94    | "Epizoda #094"                                                                                    | 2017-10-12   | 094  |
| 95    | "Epizoda #095 – QED 2017 Edition"                                                                 | 2017-10-18   | 095  |
| 96    | "Epizoda #096"                                                                                    | 2017-10-25   | 096  |
| 97    | "Epizoda #097"                                                                                    | 2017-11-02   | 097  |
| 98    | "Epizoda #098, feat. Austra Muizniece"                                                            | 2017-11-08   | 098  |
| 99    | "Epizoda #099 – Prince Charles, homeopathy and onions in your ears"                               | 2017-11-16   | 099  |
| 100   | "Epizoda #100 – Superheroes of Skepticism"                                                        | 2017-11-23   | 100  |
| 101   | "Epizoda #101 – Belgian UFOs, the King of Germany and András goes into politics"                  | 2017-11-30   | 101  |
| 102   | "Epizoda #102 – More Superheroes!"                                                                | 2017-12-06   | 102  |
| 103   | "Epizoda #103 – Vaccinations, threats over glyphosate, the John Maddox Prize & the Nobel-disease" | 2017-12-15   | 103  |
| 104   | "Epizoda #104 – Pre-Holidays show with Gleb Tsipursky and David Fitzgerald"                       | 2017-12-22   | 104  |
| 105   | "Epizoda #105 – Smallpox, fake news and the Taoiseach is a coward"                                | 2017-12-29   | 105  |
| 106   | "Epizoda #106 – Brian Dunning & Science Friction"                                                 | 2018-01-05   | 106  |
| 107   | "Epizoda #107 – Memories & predictions, LSD, disease outbreak prevention & animal brothels"       | 2018-01-13   | 107  |
| 108   | "Epizoda #108 – Britt Marie Hermes and Eran Segev"                                                | 2018-01-17   | 108  |
| 109   | "Epizoda #109 – Burzynski, measles, an anti-vaxxer in court and science in the Parliament"        | 2018-01-28   | 109  |
| 110   | "Epizoda #110 – Devil’s Footprints, Irish Cancer and The Backfire Effect"                         | 2018-02-03   | 110  |
| 111   | "Epizoda #111 – Radio CICAP, Sitp & governments tackling measles, holocaust and burkas"           | 2018-02-11   | 111  |
| 112   | "Epizoda #112 – Slovenian Skeptics"                                                               | 2018-02-20   | 112  |
| 113   | "Epizoda #113 – Women in Science, measles epidemic, flat Earth and Susan Gerbic’s adventures"     | 2018-02-27   | 113  |
| 114   | "Epizoda #114 – Ovidiu Covaciu and vaccination in Romania"                                        | 2018-03-06   | 114  |
| 115   | "Epizoda #115 – Books and app for skeptics, exorcism, vaccinations and INH gone international"    | 2018-03-12   | 115  |
| 116   | "Epizoda #116 – Diana Barbosa and the latest in Portugal"                                         | 2018-03-21   | 116  |
| 117   | "Epizoda #117 – Attack on our website, great minds, MMS, apitherapy and other quackeries"         | 2018-03-28   | 117  |
| 118   | "Epizoda #118 – Marko Kovic: Problems in the Skeptical Movement?"                                 | 2018-04-02   | 118  |
| 119   | "Epizoda #119 – Polio, Hungarian Election, and BS Statistics"                                     | 2018-04-08   | 119  |
| 120   | "Epizoda #120 – Homeopathy Awareness Week, anniversaries, awards and Fact-checking Day"           | 2018-04-21   | 120  |
| 121   | "Epizoda #121 – Dan Katz and Cognitive Behavioral Theory"                                         | 2018-04-26   | 121  |
| 122   | "Epizoda #122 – The Illuminati, vaccination news, exorcism, bad doctors and Factfulness"          | 2018-05-04   | 122  |
| 123   | "Epizoda #123 – Enrico Zabeo"                                                                     | 2018-05-16   | 123  |
| 124   | "Epizoda #124 – Full Fact, vaccinations, intravaginal manipulations, Rigvir & plants vs bullies"  | 2018-05-28   | 124  |
| 125   | "Epizoda #125 – Pepijn van Erp"                                                                   | 2018-06-08   | 125  |
| 126   | "Epizoda #126 – Colliding worlds, more measles and Poking the Pope"                               | 2018-06-10   | 126  |
| 127   | "Epizoda #127 – Annika Merkelbach, SkepKon and GSoW"                                              | 2018-06-21   | 127  |
| 128   | "Epizoda #128 – 50K€ Homeopathy Challenge, News and Climate Therapy"                              | 2018-06-26   | 128  |
| 129   | "Epizoda #129 – Amina Manzoor"                                                                    | 2018-07-03   | 129  |
| 130   | "Epizoda #130 – Eugenics, GSoW and the pope solves the crisis in the middle east"                 | 2018-07-16   | 130  |
| 131   | "Epizoda #131 – Edinburgh Skeptics on the Fringe"                                                 | 2018-07-19   | 131  |
| 132   | "Epizoda #132 – Science in trouble, educating politicians & finding pseudoscience"                | 2018-08-09   | 132  |
| 133   | "Epizoda #133 – Malek Tohme"                                                                      | 2018-08-09   | 133  |
| 134   | "Epizoda #134 – Psychic Taxes, Homeopathy and One Hell of a Bus Ride"                             | 2018-08-16   | 134  |
| 135   | "Epizoda #135 – ET healing, first contact in Germany, wet cupping, plus religion"                 | 2018-08-27   | 135  |
| 136   | "Epizoda #136 – Jay Novella"                                                                      | 2018-08-30   | 136  |
| 137   | "Epizoda #137 – Coconut oil, public health, the pope and the photo encyclopedia of bogus claims"  | 2018-09-11   | 137  |
| 138   | "Epizoda #138 – Darren McKee and Effective altruism"                                              | 2018-09-21   | 138  |
| 139   | "Epizoda #139 – Fake Cancer Cures in Trouble and the Discoverer of Pulsars Gets Revenge"          | 2018-09-21   | 139  |
| 140   | "Epizoda #140 – Massimo Polidoro and CICAP Fest 2018"                                             | 2018-10-02   | 140  |